# Kat Von D
Kat Von D (născută ca Katherine Von Drachenberg pe 8 martie 1982 în Monterrey, Mexic) este o tatuatoare, cunoscută pentru emisiunile sale, LA Ink și Miami Ink. Primul tatuaj și l-a făcut la vârsta de 14 ani iar la 16 ani a devenit un artist tatuator.
A fost căsătorită cu Oliver Peck în anul 2004 de care a divorțat în anul 2007. Kat are un nou iubit, Alex Orbison, fiul celebrului cântăreț de muzică country din anii '60.

## Emisiuni prezentate
- Miami Ink, 2005-2006
- LA Ink, 2007-prezent
- MADtv, 5 aprilie 2008
- The Bleeding ca Vanya[5]
- Tony Hawk: Ride (joc video) skater, 17 noiembrie 2009